# 本立寺 (練馬区)
本立寺（ほんりゅうじ）は、東京都練馬区関町北4丁目にある日蓮宗の寺院。旧本山は小榑妙福寺、達師法縁。

## 歴史
当寺院は、日誉によってに開かれた。日誉は慶安2年（1649年）に没しているので、その頃までには創建されたとされている。
開基は井口忠兵衛という人物で、当地の名主を勤めていた人物と言われている。本尊の祖師像は「旭日蓮大菩薩」として地域の人に厚く信仰されてきた。
戦後になり、寺院の建築物が一新され、現在の本堂は、1968年、山門は1982年のもの。1997年には客殿などが、2000年には鐘楼などが新たに竣工した。
そして、当寺院の名物が毎年12月に行われる「関のボロ市」と呼ばれている催し物である。(後述)

## 主な施設
- 本堂
- 山門
- 墓地

## 関のボロ市

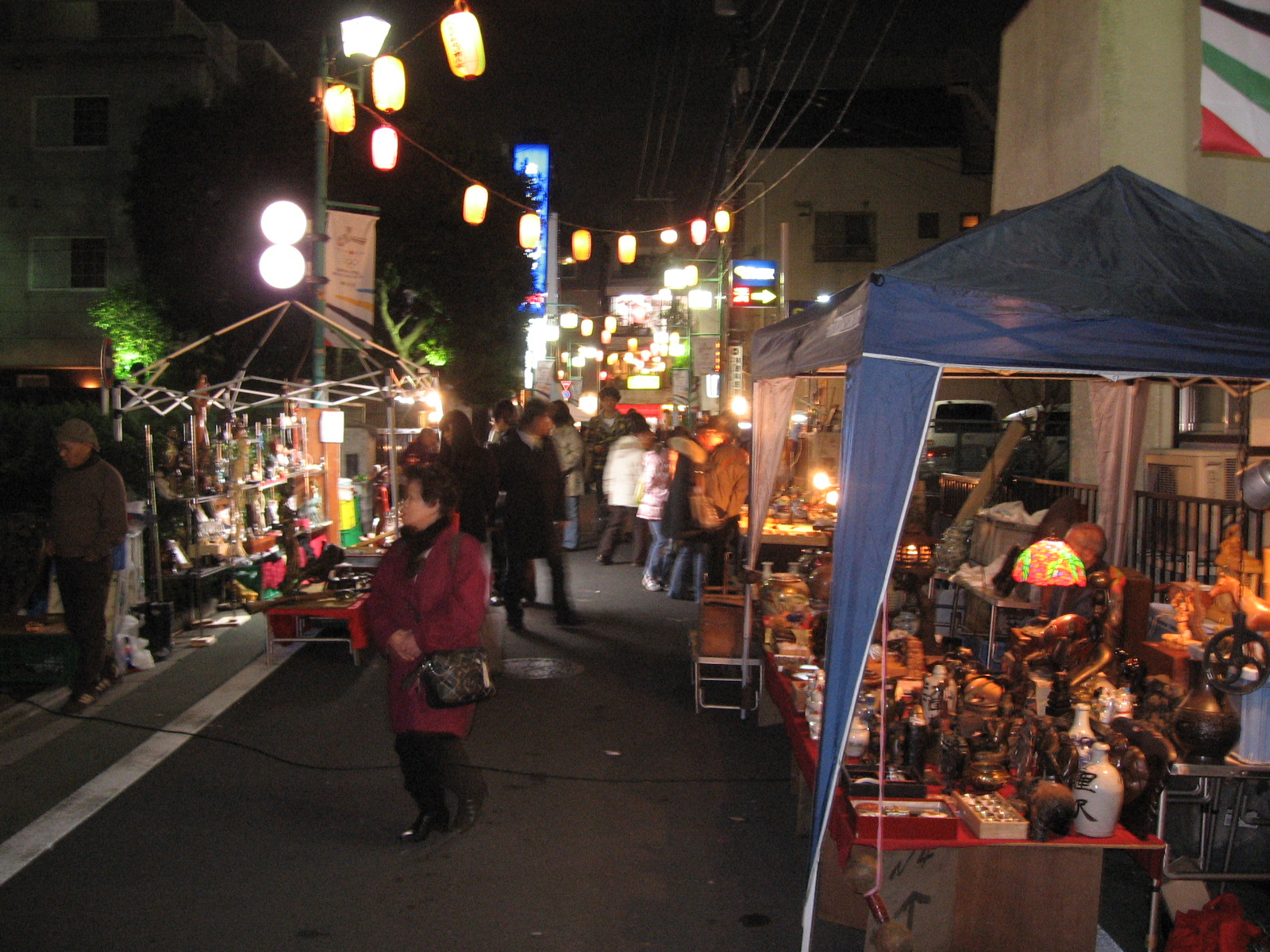
2008年の「関のボロ市」の様子。

関のボロ市は、当寺院の門前で日蓮の命日に営まれる「お会式」の行事に合わせて、毎年12月9日と12月10日に行われるお祭り・蚤の市である。ルーツは江戸時代中期頃と言われ、江戸時代はこの地はまだ農村だったことから農機具や古着などの生活用品が主に売られていたといわれている。中には「ぼろきれ」も売られていたことから「ボロ市」と言われるようになったとの諸説がある。。
明治時代から昭和時代にはボロ市で相撲の興行や芝居小屋、オートバイの曲芸などのイベントも開かれ、また様々な飲食店の露店が出る等バラエティに富んだ市に変わっていった。
12月9日には檀信徒らによる万灯行列が街を練り歩くイベントも行われ、約10万人が出向く練馬の冬の風物詩になっている。
1990年、練馬区無形民俗文化財に登録された。

## アクセス
- 西武新宿線武蔵関駅北口より徒歩3分。
- 拝観は無料。日中の時間帯のみ受け付け。